# Вале Пера (Рим)
Вале Пера је насеље у Италији у округу Рим, региону Лацио.
Према процени из 2011. у насељу је живело 242 становника. Насеље се налази на надморској висини од 306 м.